# Bariton (glasbilo)
Bariton, natančneje evfonij, (zelo redko bombarda) je trobilo s širšo menzuro, ki omogoča igranje nizkih tonov. V manjših glasbenih zasedbah je zastopan kot basovski instrument. Je nepogrešljiv del pihalnih orkestrov, pogosto se pojavlja tudi v narodnozabavnih ansamblih (npr. Ansambel bratov Avsenik). Sestavljen je iz cevi, ki jih je mogoče razstaviti, odmevnika, skozi katerega odmeva zvok in s štirimi tipkami ter ustnika. Notni zapis je običajno v basovskem ključu, redko v violinskem.